# Malma distrikt
Malma distrikt är ett distrikt i Essunga kommun och Västra Götalands län. 
Distriktet ligger nordost om Nossebro. 

## Tidigare administrativ tillhörighet
Distriktet inrättades 2016 och utgörs av socknen Malma i Essunga kommun
Området motsvarar den omfattning Malma församling hade vid årsskiftet 1999/2000.